# Calicalicus
Calicalicus ist eine Vogelgattung aus der Familie der Vangawürger (Vangidae). Sie ist auf Madagaskar endemisch.
Der Gattungsname wurde von Bonaparte im Jahre 1854 geprägt.
Die Typus-Art der Gattung ist der Rotschwanzvanga (Calicalicus madagascariensis).
Die Bezeichnung kommt vom örtlichen Namen „Cali-cali“ in Malagassi für den Rotschwanzvanga.

## Merkmale
Die Arten der Gattung sind kleine Vangawürger, der Rotschwanzvanga erreicht eine Körperlänge von 13 bis 14 cm und ein Gewicht von 14 bis 18,6 g, der Rotschultervanga eine Körperlänge von 14 bis 15 cm und ein Gewicht von 15 bis 17,4 g. Die Geschlechter unterscheiden sich. Die Männchen haben rotbraune Flügeldecken und Steuerfedern. Ihre Oberseite ist grau, die Unterseite hell, die Kehle schwarz. Die Oberseite der Weibchen ist brauner, die Kehle heller als bei den Männchen. Der Schnabel ist relativ kurz aber kräftig.

## Lebensraum
Calicalicus Arten sind in allen bewaldeten Habitaten Madagaskars verbreitet. Sie kommen von Seehöhe bis in Höhen von 1400 Metern, lokal bis 2000 Metern vor.

## Lebensweise
Calicalicus Arten sind baumbewohnende Insektenfresser die häufig Trupps zusammen mit anderen Arten bilden. Das einfache, becherförmige Nest wird in eine Astgabel gebaut. Beide Geschlechter kümmern sich um Nestbaut, Brutgeschäft und Aufzucht der Jungen.

## Arten
Die Gattung umfasst zwei allopatrische Arten:
- Rotschultervanga (Calicalicus rufocarpalis) – Südwesten von Madagaskar[7]
- Rotschwanzvanga (Calicalicus madagascariensis) – weitverbreitet[5], Norden, Westen und Osten von Madagaskar.[6]